# West Indies Cricket Team in Sri Lanka in der Saison 2021/22
Die Tour des West Indies Cricket Teams nach Sri Lanka in der Saison 2021/22 fand vom 21. November bis zum 3. Dezember 2021 statt. Die internationale Cricket-Tour war Bestandteil der Internationalen Cricket-Saison 2021/22 und umfasste zwei Tests. Die Tests waren Bestandteil der ICC World Test Championship 2021–2023. Sri Lanka gewann die Serie 2–0.

## Vorgeschichte
Beide Mannschaften spielten zuvor beim ICC Men’s T20 World Cup 2021 und beide Mannschaften schieden in der Super-12-Runde aus, wobei Sri Lanka die Partie gegen die West Indies gewinnen konnte. Das letzte Aufeinandertreffen der beiden Mannschaften bei einer Tour fand in der Saison 2020/21 in den West Indies statt.

## Stadien
Die folgenden Stadien wurden für die Tour als Austragungsort vorgesehen.
| Stadion                     | Stadt | Kapazität | Spiele       |
| --------------------------- | ----- | --------- | ------------ |
| Galle International Stadium | Galle | 35.000    | 1. & 2. Test |

## Kaderlisten
Die West Indies benannten ihren Kader am 4. November und Sri Lanka am 19. November 2021.
| Test | Test |
| Sri Lanka | West Indies |
| --- | --- |
| - Dimuth Karunaratne (K) - Charith Asalanka - Minod Bhanuka (wk) - Dushmantha Chameera - Dinesh Chandimal (wk) - Dhananjaya de Silva - Lasith Embuldeniya - Asitha Fernando - Oshada Fernando - Vishwa Fernando - Chamika Gunasekara - Praveen Jayawickrama - Chamika Karunaratne - Lahiru Kumara - Suranga Lakmal - Suminda Lakshan - Angelo Mathews - Ramesh Mendis - Kamil Mishara - Pathum Nissanka - Lakshan Sandakan - Roshen Silva | - Kraigg Brathwaite (K) - Jermaine Blackwood (VK) - Nkrumah Bonner - Roston Chase - Rahkeem Cornwall - Joshua Da Silva (wk) - Shannon Gabriel - Jason Holder - Shai Hope - Kyle Mayers - Veerasammy Permaul - Kemar Roach - Jayden Seales - Jeremy Solozano - Jomel Warrican |

## Tour Match
| 14. – 17. November Scorecard | Colombo (SSC) | Sri Lanka | – | West Indies |
|                              |               | Abgesagt  |   |             |

## Tests

### Erster Test in Galle
| 21. – 25. November Scorecard | Galle | Sri Lanka 386 (133.5) & 191-4d (40.5) | – | West Indies 230 (85.5) & 160 (79) |
|                              |       | Sri Lanka gewinnt mit 187 Runs        |   |                                   |

Sri Lanka gewann den Münzwurf und entschied sich als Schlagmannschaft zu beginnen. Deren Eröffnungs-Batter Pathum Nissanka und Kapitän Dimuth Karunaratne konnten eine Partnerschaft über 139 Runs aufbauen. Nissanka verlor nach einem Half-Century über 56 Runs sein Wicket und Dhananjaya de Silva war der nächste, der neben Karunaratne eine Partnerschaft aufbauen konnte. Diese erbrachte 111 Runs, bevor Da Silva nach 61 Runs und fünf Overs später Karunaratne nach einem Century über 147 Runs aus 300 Bällen ihre Wickets verloren. Von den verbliebenen Battern konnte nur noch Dinesh Chandimal mit 45 Runs einen größeren Beitrag leisten und so endete das Innings nach 386 Runs. Bester Bowler für die West Indies war Roston Chase mit 5 Wickets für 83 Runs. Für die West Indies konnte Kapitän Kraigg Brathwaite zunächst 41 Runs erzielen. Erst später konnten Kyle Mayers und Jason Holder mit einer Partnerschaft über 63 Runs weitere Beiträge leisten. Mayers schied nach 45 Runs aus und Holder nach 36. Von den Tail-Endern fügte Rahkeem Cornwall noch 39 Runs hinzu, bevor die West Indies mit einem Rückstand von 146 Runs das Innings beendeten. Beste Bowler für Sri Lanka waren Praveen Jayawickrama mit 4 Wickets für 40 Runs und Ramesh Mendis mit 3 Wickets für 75 Runs. In ihrem zweiten Innings war es vor allem die Partnerschaft zwischen Dimuth Karunaratne und Angelo Mathews die mit 123 Runs die für Sri Lanka den Vorsprung ausbauen konnten. Karunaratne verlor sein Wicket nach 83 Runs und deklarierte im 41. Over, als Matthews bei 69* Runs stand und die West Indies 348 Runs für einen Sieg hätten erzielen müssen. Für die West Indies erzielten Jomel Warrican (2/42) und Rahkeem Cornwall (2/60) jeweils 2 Wickets. Im abschließenden Innings konnten nur Nkrumah Bonner und Joshua Da Silva eine größere Partnerschaft über 100 Runs aufbauen. Nachdem Da Silva nach einem Fifty über 54 Runs sein Wicket verloren hatte, konnte kein weiterer Batter Bonner unterstützen und so endete das Innings mit einem Rückstand von 187 Runs, nachdem Bonner 68* Runs erzielte. Beste Bowler für Sri Lanka waren Lasith Embuldeniya mit 5 Wickets für 46 Runs und Ramesh Mendis mit 4 Wickets für 64 Runs. Als Spieler des Spiels wurde Dimuth Karunaratne ausgezeichnet.

### Zweiter Test in Galle
| 29. November – 3. Dezember Scorecard | Galle | Sri Lanka 204 (61.3) & 345-9d (121.4) | – | West Indies 253 (104.2) & 132 (56.1) |
|                                      |       | Sri Lanka gewinnt mit 164 Runs        |   |                                      |

Sri Lanka gewann den Münzwurf und entschied sich als Schlagmannschaft zu beginnen. Das Spiel begann mit Regenfällen, so dass das Spiel erst nachd em Tea in der dritten Session beginnen konnte. Die Eröffnungs-Batter, Pathum Nissanka und Kapitän Dimuth Karunaratne, konnten zusammen eine Partnerschaft über 106 Runs erzielen, bevor Karunaratne nach 42 Runs sein Wicket verlor. Kurz darauf endete der Tag beim Stand von 113/1. Am zweiten Tag schied Nissanka nach einem Half-Century über 73 Runs aus und von den verbliebenen Battern konnte Angelo Mathews mit 29 Runs die meisten Runs erzielen. Beste Bowler für die West Indies waren Veerasammy Permaul mit 5 Wickets für 35 Runs und Jomel Warrican mit 4 Wickets für 50 Runs. Für die West Indies begannen Kapitän Kraigg Brathwaite und Jermaine Blackwood. Blackwood verlor nach 44 Runs sein Wicket und kurz darauf endete beim Stand von 69/1 der Tag. Am dritten Tag konnte Nkrumah Bonner 35 Runs an der Seite von Brathwaite erzielen, bevor er ausschied. Brathwaite selbst schied nach 72 Runs aus und von den verbliebenen Battern war Kyle Mayers mit 36* Runs der den West Indies einen Vorsprung von 49 Runs am Ende des Innings einbrachte. Bester Bowler für Sri Lanka war Ramesh Mendis mit 6 Wickets für 70 Runs. Für Sri Lanka konnte sich zunächst Pathum Nissanka etablieren, doch verloren sie zwei Wickets, bevor der Tag beim Stand von 46/2 endete. Am vierten Tag fand Nissanka mit Dhananjaya de Silva einen Partner und zusammen erzielten sie 78 Runs. Nissanka schied nach 66 Runs aus und nachdem Ramesh Mendis 25 Runs erzielen konnte, war es Lasith Embuldeniya der neben de Silva spielte. Während dieser Partnerschaft endete der Tag beim Stand beim Stand von 328/8. Am fünften Tag verlor Embuldeniya nach 39 Runs sein Wicket und Sri Lanka deklarierte und stellte damit den West Indies eine Vorgabe von 297 Runs. De Silva erzielte bis dahin ein Century über 155* Runs aus 262 Bällen. Bester Bowler für die West Indies war Veerasammy Permaul mit 3 Wickets für 106 Runs. Für die West Indies konnten Jermaine Blackwood und Nkrumah Bonner zunächst eine Partnerschaft über 50 Runs aufbauen. Dann verlor Blackwood nach 36 Runs sein Wicket und Shai Hope kam hinein, der Bonner mit 16 Runs unterstützte. Danach konnte verloren die West Indies zahlreiche Wickets, unter anderem das von Bonner nach 44 Runs. Im 57 Over verloren sie auch ihr letztes Wicket und verloren so das Spiel. Beste Bowler für Sri Lanka waren mit jeweils 5 Wickets Lasith Embuldeniya für 35 Runs und Ramesh Mendis für 66 Runs. Als Spieler des Spiels wurde Dhananjaya de Silva ausgezeichnet.

## Auszeichnungen

### Player of the Series
Als Player of the Series wurden der folgende Spieler ausgezeichnet.
| Serie | Player of the Series |
| ----- | -------------------- |
| Test  | Ramesh Mendis        |

### Player of the Match
Als Player of the Match wurden die folgenden Spieler ausgezeichnet.
| Spiel   | Player of the Match |
| ------- | ------------------- |
| 1. Test | Dimuth Karunaratne  |
| 2. Test | Dhananjaya de Silva |